# マーガレット・カノヴァン
マーガレット・カノヴァン（Margaret Canovan、1939年 - ）は、イギリスの政治学者。キール大学名誉教授。政治理論専攻。

## 人物
カーライル生まれ。ケンブリッジ大学ガートン・カレッジで歴史学を学び、イギリスの哲学者ジョゼフ・プリーストリーに関する論文で博士号取得。ランカスター大学やキール大学で教鞭をとる。

## 著書
- The Political Thought of Hannah Arendt, Dent, 1974.

寺島俊穂訳『ハンナ・アレントの政治思想』（未来社, 1981年）
- .G. K. Chesterton: Radical Populist, Harcourt Brace Jovanovich, 1977.
- Populism, Harcourt Brace Jovanovich, 1981.
- Hannah Arendt: a Reinterpretation of her Political Thought, Cambridge University Press , 1992.

寺島俊穂・伊藤洋典訳『アレント政治思想の再解釈』（未來社, 2004年）
- Nationhood and Political Theory, Edward Elgar, 1996.
- The People, Polity, 2005.